# Мамаладзе, Леонид Сардионович
Леонид Сардионович Мамала́дзе (3 [16] августа 1910 — 24 апреля 1982) — советский художник кино. Заслуженный деятель искусств Грузинской ССР. Лауреат Сталинской премии первой степени (1950). Член ВКП(б) с 1944 года.

## Биография
Л. С. Мамаладзе родился 3 (16) августа 1910 года. В кино с 1941 года. Работал художником комбинированных съёмок, в дальнейшем — художник-постановщик. В 1941—1946 и с 1954 года — на киностудии «Грузия-фильм», в 1946—1954 годах — на «Мосфильме».

## Фильмография
- 1943 — Георгий Саакадзе (2-я серия; с Р. И. Мирзашвили и М. Г. Гоциридзе)
- 1946 — Давид Гурамишвили (с Х. И. Лебанидзе и А. А. Уткиным); Клятва
- 1948 — 1949 — Сталинградская битва
- 1951 — Спортивная честь
- 1955 — 1956 — Тайна двух океанов
- 1956 — Заноза
- 1957 — Отарова вдова
- 1966 — Встреча в горах
- 1968 — Тариэл Голуа

## Награды и премии
- Орден «Знак Почёта» (6 марта 1950) — за выдающиеся заслуги в развитии советской кинематографии, в связи с 30-летием[2].
- Сталинская премия первой степени (1950) — за фильм «Сталинградская битва» (1949).
- заслуженный деятель искусств Грузинской ССР.